# 분리불안장애
분리불안장애(SAD, Separation anxiety disorder)는 개인이 가정 및(또는) 개인이 강한 정서적 애착이 있는 사람들(예 : 부모, 간병인, 중요한 기타 또는 형제 자매)과의 분리와 관련하여 과도한 불안을 경험하는 불안 장애이다. 영아와 어린 아이들, 일반적으로 6-7개월에서 3세 사이에 가장 흔하지만, 나이가 많은 어린이, 청소년 및 성인에게서 병리적으로 나타날 수 있다. 분리 불안은 발달 과정의 자연스러운 부분이다. SAD(과도한 불안으로 표시됨)와 달리 정상적인 분리 불안은 아동의 인지발달 및  성숙에서 건강한 발전을 나타내며 발달중인 행동 문제로 간주되어서는 안된다.

## 배경
분리불안장애의 기원은 지그문트 프로이트(Sigmund Freud)와 존 보울비(John Bowlby)의 애착 이론(attachment theory)에 뿌리를 둔 애착 이론으로부터 나왔다. 학습 이론(learning theory)과 유사한 프로이트의 애착 이론은 영아는 본능적인 충동을 가지고 있으며 이러한 충동이 주목되지 않으면 영아에게 트라우마를 일으킨다는 내용이다. 그러면 영아는 엄마가 부재할 때 만족감을 주는 대상이 없다는 고통스러운 상황이 뒤따르고, 따라서 엄마의 부재를 조건 자극(conditioned stimulus)으로 만드는데, 조건 자극은 그로 인해 욕구가 무시당한다고 기대하는 영아에게 불안을 촉발한다. 이러한 관련성의 결과는 아동은 양육자와의 거리두기가 포함되는 모든 상황이 두려워지는 것이다.
존 보울비(John Bowlby)의 애착 이론 역시 분리불안장애를 둘러싼 사고 절차에 기여한다. 그의 이론은 인간이 서로 맺는 인간 관계를 문맥화하는 틀이다. 보울비는 영아가 특히 놀랐을 때에 본능적으로 친숙한 양육자와의 친근함을 추구하도록 동기부여가 되어 있고, 영아는 이러한 순간에 정서적 지지와 보호를 통해 만족할 것이라고 기대한다고 주장한다. 그러나 보울비는 모든 영아가 양육자에게 애착하지만, 애착이 발달하는 방식에 개인차가 있다고 제안한다. 그에 따르면 4가지 애착 유형이 있는데, 안정 애착(secure attachment), 불안-회피 애착(anxious-avoidant attachment), 비조직 애착(disorganized attachment), and 불안-양가 애착(anxious-ambivalent attachment)이 그것이다. 양육자의 부재로 영아가 극단적인 고통과 불안을 느끼고 양육자가 돌아왔을 때에도 안심되지 않을 때에 불안-양가 애착의 양상은 분리불안장애와 매우 유사하기에, 불안-양가 애착은 여기서 가장 관련성이 높다.

## 원인
분리불안장애는 생물학적 요소, 인지적 요소, 환경 요소, 어린이 기질, 행동 요인들이 서로 맞물리면서 발생한다.
부모 중 한 명이나 둘 모두 정신 장애(psychological disorder)가 있으면 아이가 분리불안장애를 가질 가능성이 높다. 다니엘 쉐슈터(Daniel Schechter)와 동료들의 최근 연구에 의하면, 학대나 양육자와의 왜곡된 애착과 같은 유년기의 부정적 경험을 가진 엄마가 성장하고 아이를 낳으면서, 사회적 참조(social referencing, 아이가 자신의 행동이 옳은지 판단하기 위하여 부모나 형제 등 주변인들의 행동을 참조하는 것), 정서조절(emotion regulation), 공동관심(joint attention, 혹은 관심공유, 상호주의, 공동주의, 함께주목하기 등등)의 차원에서 아이가 보이는 정상적인 사회적 시도에 대하여 엄마가 반응하는 방법을 만들어 가지만, 이러한 엄마의 행동은 외상후스트레스장애(PTSD)나 우울 등 엄마 본인이 갖는 정신병과 연결되어 있다. 이러한 엄마의 비정상적인 반응은 분리불안으로 이어지고, 엄마와 아이의 분리에 대한 엄마의 스트레스성 생리학적 반응에서의 동요와 연관되어 있다. 또한 PTSD가 있는 엄마와 그렇지 않은 엄마들에게, 아이와 분리되어 있고 아이들은 자유롭게 놀고 있는 상태에서, 자기 아이와 다른 모르는 아이들의 비디오 영상을 발췌하여 보여주었을 때, PTSD를 가진 엄마의 내측 전전두엽 피질(medial prefrontal cortex) 영역에서의 신경 활동이 저하되어 있는데, 이 역시 엄마의 비정상적 반응과도 연관되어 있다.
많은 심리학 전문가들은 아이가 중심 양육자로부터 아주 이른 시기에 분리되거나 분리 과정에서 트라우마성 경험을 하게 되면 분리불안장애 진단을 받을 가능성이 높다고 본다. 일부 아동들은 새로운 상황에 처할 때 느끼는 불안 수준과 같은 선천적 기질(temperament)로 인해 분리불안장애, 학교공포증(school phobia), 우울스펙트럼장애(depressive-spectrum disorder)에 더 취약할 수 있다.

### 환경적 요인
흔히 분리불안장애는 스트레스를 야기하는 인생 사건, 특히 연인, 배우자, 애완동물과의 이별로주터 발생하지만, 부모의 이혼, 전학 혹은 이사, 새로운 이웃이나 친구와의 만남, 자연 재해, 애착대상(attachment figure)으로부터 강제로 분리되는 상황도 여기에 포함된다. 성인의 경우, 대학 진학, 부모로부터의 독립, 출산 등에서 분리불안장애가 야기되기도 한다.
DSM-5에 의하면, 분리불안자애를 갖는 청장년은 부모 집을 떠나는 것, 연인 관계를 맺는 것, 부모가 되는 등의 다른 중류의 스트레스가 있다. 일부의 경우, 부모의 과잉보호는 분리불안장애와 연관이 있을 수 있다.

### 유전적 생리학적 요인
아동에게는 분리불안장애를 일으키는 유전적 소인(genetic predisposition)이 있는 것으로 보인다. 아동의 분리불안장애는 유전되는데, 어느 한 지역사회의 6세 쌍둥이 아동들을 대상으로 한 연구에서는 유전가능성은 73%로 평가되었으며 특히 여아에게서 보일 확률이 더 높았다.
아이의 기질도 분리불안장애의 요인이 된다. 소심하고 수줍음 많은 행동은 행동 억제 기질(behaviorally inhibited temperaments)이라 하는데, 이로 인하여 아이가 특정한 장소나 사람에 익숙하지 않아 불안을 겪을 수 있다.

## 발생기제
편도체(amygdala)의 활성화가 높아진 상태가 분리불안장애 증상과 관련 있을 것이라는 예비증거가 있다. 복측부 전전두엽 피질(ventrolateral prefrontal cortex, vlPFC)과 배내측 전전두엽 피질(Dorsomedial prefrontal cortex, dmPFC)의 결함도 아동의 분리불안장애와 관련있다.

## 진단
분리불안장애는 영아와 아동이 환경에 적응해 가면서 발생한다. 이러한 불안은 영아기 초기 몇 달부터 2세까지 정상적 발달 단계에서 보인다. 분리불안장애는 부모나 일차적 양육자로부터 떨어져 데이케어나 미취학 상태에 있는 3-4세까지 아동에게서 정상적으로 나타난다. 다른 자료에서는 분리불안장애의 명확한 진단은 3세 이후까지 나타나지 않는다고 한다.
일부 연구에서는 임신 중 호르몬 영향이 이후의 삶에서 코르티솔(cortisol) 수치 저하로 이어지고, 이는 후에 분리불안장애와 같은 심리적 장애로까지 이어진다고 밝혔다. 또한 장애 발생 이전 혹은 발생 당시 아동이 겪는 유의미한 삶의 변화를 주목하는 것도 중요하다. 예를 들어, 어린 나이에 타국에서 이민 온 아동은 자신이 익숙하기 시작한 장소로부터 추방되면서, 분리불안장애 발달의 경향이 더 강하다. 아동이 특히 새로운 나라의 언어에 익숙하지 않은 경우, 새로운 지역에 도착하자마자 양육자에게 끊임없이 집착하는 것은 드문 일이 아니다. 이러한 증상은 아동이 새로운 환경에 적응하면서 줄거나 사라진다. 아동이 집이나 애착 대상 인물로부터 분리되면서 발생하는 불안이 과도하다고 여겨지면, 불안 수준이 아동의 발달 수준과 연령에 비춰 수용 가능한 정도를 넘어서면, 불안이 아동의 일상생활에 부정적으로 영향을 주면, 분리불안은 장애로 진단된다.
많은 심리적 장애는 아동기에 발생하기 시작한다. 심리 장애 성인 환자 가운데 2/3 정도는 삶의 초기에 장애 징후를 보인다. 그러나 모든 심리 장애가 성인기 전에 나타나는 것은 아니다. 많은 경우 아동기에는 징후가 나타나지 않는다.
행동 억제(behavioral inhibition, BI)는 분리불안장애를 포함한 불안장애에서 중요한 역할을 한다. 행동 억제가 없는 아동에 비해 있는 아동은 새로운 자극 경험 시, 특히 사회적 상황의 경우에 공포 징후를 더 나타낸다. 행동 억제가 있는 아동은 없는 아동에 비하여 정신 증상, 특히 불안장애를 발달시킬 위험성이 더 높다.
분리불안장애 진단에는 다음과 같은 진단 기준 중 세 가지 이상을 충족시켜야 한다.
1. 집이나 주요 애착 대상으로부터 분리될 것이라 예상되거나 실제로 분리를 겪게 될 때 반복적으로 과도한 고통을 느낌(Recurrent excessive distress when anticipating or experiencing separation from home or from major attachment figures)
2. 질병, 부상, 재난, 죽음 등으로 인해 주요 애착 대상을 잃거나 이들에게 해가 가해질 것이라 지속적으로 과도하게 걱정함(Persistent and excessive worry about losing major attachment figures or about possible harm to them, such as illness, injury, disasters, or death)
3. 주요 애착 대상으로부터의 분리를 초래할 예기치 못한 사건(실종, 유괴, 사고, 질병 등)을 당할까 지속적으로 과도하게 걱정함(Persistent and excessive worry about experiencing an untoward event (e.g., getting lost, being kidnapped, having an accident, becoming ill) that causes separation from a major attachment figure)
4. 분리 공포로 인하여 밖에 나가거나 집을 떠나거나 학교에 가거나 직장 등에 가는 것을 지속적으로 꺼리거나 거부함(Persistent reluctance or refusal to go out, away from home, to school, to work, or elsewhere because of fear of separation)
5. 집이나 기타 다른 곳에 혼자 있거나 주요 애착 대상이 없는 것을 지속적으로 과도하게 두려워함(Persistent and excessive fear of or reluctance about being alone or without major attachment figures at home or in other settings)
6. 집을 떠나거나 주요 애착 대상이 가까이에 없이 잠자리에 드는 것을 지속적으로 꺼리거나 거부함(Persistent reluctance or refusal to sleep away from home or to go to sleep without being near a major attachment figure)
7. 분리에 관련된 내용의 악몽을 자주 꿈(Repeated nightmares involving the theme of separation)
8. 주요 애착 대상으로부터의 분리가 발생하거나 예상될 때, 두통, 복통, 구역질, 구토 등의 신체 증상을 자주 겪음(Repeated complaints of physical symptoms (e.g., headaches, stomachaches, nausea, vomiting) when separation from major attachment figures occurs or is anticipated)[17]

### 분류
분리불안장애는 8-14개월 영아에게서 흔하며, 영아가 자기감(selfhood)을 이해하거나 일차적 양육자와는 뱔개의 사람이라는 것을 이해할 때 발생한다. 영아는 안정감과 익숙함을 주는 양육자를 찾기도 하는데, 이로 인해 분리는 그것을 극복하도록 자극한다. 이어서, 대상 영속성(object permanence) 개념이 등장한다. 이는 아동이 어떤 것이 보이지도 들리지도 않지만 여전히 존재한다는 것을 알게 되고, 이에 따라 양육자로부터 분리되어 있다는 인식이 늘게 된다. 그 결과, 대상 지속성도 포함하는 영아의 자의식이 자라는 발달 시기 동안, 아동 역시 실제로 일차적 양육자와 분리될 수 있다고 알기 시작한다. 그러나 아동은 이런 분리가 마지막이라고 생각하며, 양육자가 돌아와 영아에게 공포와 고통을 선사할 것이라는 것을 아직 모른다. 영아나 아동 혹은 성인이 분리에 대하여 지속적으로 과도한 불안을 띠며 반응하고, 불안으로 인하여 많은 지장을 겪을 때, 분리불안장애라고 타당하게 진단할 수 있다.
아동에게 분리불안장애를 확인하는데 있어 겪는 어려움 중 하나는 특히 범불안장애(generalized anxiety disorder)와 같은 행동장애(behavioral disorder)가 동반한다는 것이다. 예를 들어 등교 거부나 유예 혹은 집에 가고 싶은 마음(homesickness)은 분리불안장애에서 흔히 보이는 유사 증상과 행동 패턴을 쉽게 반영할 수 있지만, 증상들의 중첨이 될 수 있다. 분리불안장애 성인환자에게서 동반 장애가 발병하는 것은 흔하며 진단 가능성의 스펙트럼도 훨씬 넓다. 흔한 동반증상으로는 특정 공포증(specific phobia), 외상후 스트레스 장애(PTSD), 공황 장애(panic disorder), 강박 장애(obsessive-compulsive disorder), 성격 장애(personality disorder) 등이 있다. 특히 불안장애일 경우, 심리적 장애가 중첩되어 나타나고 다른 장애의 발현마저 초래하는 것은 매우 흔하다. 증상에서 보이는 변형과 중첩으로 인하여, 적절하고 철저한 환자의 평가가 차이점과 유의미성을 분류하는데 있어 중요하다. 분리불안장애와 기타 불안장애 혹은 심리 장애와의 차이를 긋는 중요한 명시자(signifier)는 분리 공포가 유래한 지점을 조사하는 것이다. 이는 "그들이 무서워하는 것은 유의미한 타자와의 분리 동안 발생할 것이다(what they fear will occur during a separation from their significant other)"라는 질문을 던짐으로서 달성된다.
상기하였듯이 분리불안장애에서 두드러지는 점은 환자에게서 나타나는 회피행동(avoidance behavior)이다. 환자들은 "울음, 반복적인 신체증상 호소(복통, 두통 등), 회피(등교 거부, 혼자 자는 것 거부, 집에 혼자 남겨지는 것 거부, 사회 활동 거부, 출근 거부 등), 안전 행동(유의미한 타자 혹은 일차적 양육자에게 자주 전화하거나 전화받음)을 하는 것을 통하여 드러나는 과한 고통을 흔히 보인다(typically exhibit excessive distress manifested by crying, repeated complaints of physical symptoms (e.g., stomach aches, headaches, etc.), avoidance (e.g., refusing to go to school, to sleep alone, to be left alone in the home, to engage in social events, to go to work, etc.), and engagement in safety behaviors (e.g., frequent calls to or from significant others, or primary caregivers))".

### 평정 방식
분리불안장애 평정 방식으로는 진단 인터뷰(diagnostic interview), 부모와 아동에게서 받는 자기보고 측정(self-report measures), 부모-아동 상호작용 관찰, 미취학 아동 특정 평정이 있다. 사회 생활, 식사 및 수면 스케줄, 의료 문제, 트라우마적 사건 등 아동 발달의 다양한 양상이 경험되면서, 정신 건강이나 불안 문제의 가족력을 조사할 수 있다. 아동의 삶의 여러 측면을 종함하는 것은 아동의 삶의 여러 측면을 파악하는 데에 도움을 준다.
추가적으로  영아와 양육자 관계에 관하여 분리불안장애를 더 이해하기 위한 노력으로서 많은 연구가 이뤄져 왔지만, 행동심리학자 메리 에인스워스(Mary Ainsworth)가 1969년 개발한 낯선 상황(The Strange Situation)이라는 행동 측정 방식이 당시로서는 분리불안장애 연구에 있어 가장 가치 높고 유명한 연구로 여겨졌다. 낯선 상황 절차는 9-18개월 영아의 애착 유형을 평가하고 츨정하는데 도움을 준다. 이러한 관찰 연구에서, 일상에서 경험되는 익숙한 상황과 낯선 상황 사이를 파도치듯이 오고가는 환경이 조성된다. 다양한 긴장 상태와 아동의 반응이 관찰되며, 양육자를 대상으로 하는 상호작용 행동에 기반하여, 영아는 4가지 중 한 가지 애착 유형으로 분류된다.
1. 안정형(Secure)
2. 불안-회피형, 불안형(Anxious-avoidant, insecure)
3. 불안-양가형/저항형, 불안형(Anxious-ambivalent/resistant, insecure)
4. 비조직형/혼란형(Disorganized/disoriented)[22]

임상가들은 분리불안장애 진단에 도움되는 증상 발생을 측정하기 위한 평가 도구로서 인터뷰를 활용하기도 한다. 인터뷰는 아동과 함께 이뤄지며, 애착 대상 인물과도 이뤄진다. 아동과 부모 양측과의 인터뷰는 임상가가 다른 관점과 정보를 축적하게 한다.
흔히 사용되는 인터뷰는 다음과 같다.
- Anxiety Disorders Interview Schedule for the DSM-IV, Child Parent Versions (ADIS-IV-C/P)
- Diagnostic Interview Schedule for Children, Version IV (DISC-IV)
- Schedule for Affective Disorders and Schizophrenia for School-aged Children-Present and lifetime version IV (K-SADS-IV)

### 자기보고 측정
이 평가 방식은 분리불안장애 진단의 유일한 기반은 아닐 것이다. 자신의 경험에 대하여 보고하는 아동이 인지적 의사소통적 스킬을 가지고 이 측정 방식을 정확하게 이해하고 이에 반응하는지를 확인하는 것도 중요하다.
기존에 활용되어 온 자기보고 도구의 한 예시는 "아동용 분리불안 평가 척도(The Separation Anxiety Assessment Scale for Children, SAAS-C)"가 있다. 34개 항목이 있고 6개 차원으로 나뉜다. 순서대로 차원을 살펴 보면, 유기(Abandonment), 혼자 있는 것의 공포(Fear of Being Alone), 신체 질병의 공포(Fear of Physical Illness), 재앙적 사건에 대한 걱정(Worry about Calamitous Events), 재앙적 사건에 대한 빈도(Frequency of Calamitous Events), 안전 신호 지수(Safety Signal Index)이다. 첫 5개 차원은 각각 5개 항목이 있지만, 마지막 차원은 9개 항목이 있다. 척도는 증상 평가 이상으로, 개별 사례와 치료 계획에 주목한다.

### 관찰
알트먼(Altman)과 맥고이 & 소머(McGoey & Sommer)가 주목하였듯, "다양한 맥락에서, 많은 상황에서, 일상 환경(집, 데이케어, 취학전)에서(in multiple contexts, on numerous occasions, and in their everyday environments (home, daycare, preschool))" 아동을 관찰하는 것이 중요하다. 분리불안장애를 유발할 부모와 아동의 상호작용과 행동을 보는 것은 이롭다.(It is beneficial to view parent and child interactions and behaviors that may contribute to SAD.)
2가 부모-아동 상호작용 코딩 시스템(Dyadic Parent-Child Interaction Coding System)과 최근의 2가 부모-아동 상호작용 코딩 시스템 II (DPICS II)(Dyadic Parent-Child Interaction Coding System II (DPICS II))는 부모와 아동의 상호작용을 관찰할 때 사욘되는 방식이다.
분리불안 일상 일기(Separation Anxiety Daily Diaries, SADD) 역시 사용되어 온 것은 "선행 사건과 결과와 함께 불안한 행동들을 평가하고자 한 것이며, 부모-아동 분리에 특정적으로 주목한다는 점에서 특히 분리불안에 적합할 것이다(assess anxious behaviors along with their antecedents and consequences and may be particularly suited to SAD given its specific focus on parent–child separation)" (Silverman & Ollendick, 2005). 일기는 타당하게 신중히 평가된다.

### 미취학 아동
취학전 단계에서는 동일시와 간섭이 중요하다. 어린이의 소통 능력은 연령에 적합한 평가를 만들 때에 고려된다.
미취학 아동(2-5세)에게 사용하는 흔한 평가 도구는 미취학 연령 정신 평가(Preschool Age Psychiatric Assessment, PAPA)이다. 어린이를 평가하는 데 사용하는 추가적인 설문지와 평가 척도는 아첸바흐 척도(Achenbach Scales), 영아 및 미취학 아동 공포 조사 척도(Fear Survey Schedule for Infants and Preschoolers), 영아-미취학 아동 억제 행동 척도(The Infant–Preschool Scale for Inhibited Behaviors)가 있다.
또한 미취학 아동도 인터뷰가 된다. 애착 인형-연극(Attachment Doll-Play)과 정서 지식(Emotional Knowledge)은 때때로 수행되는 인터뷰이다. 두 평가에서 인터뷰어는 분리와 재결합이 발생하는 시나리오를 설명한다. 그리고 아동에게는 제시된 4개의 표정 중 하나를 지목하라고 말한다. 표정들은 슬픔이나 분노 등의 정서를 보여준다. 그리고 나서 결과를 분석한다.
행동 관찰(behavioral observation) 역시 어린이 평가에 사용된다. 관찰은 특정 맥락에서 임상가가 일부 행동과 정서를 관찰하는 것이다.

## 치료

### 비약물치료
비약물치료(Non-medication based treatments)는 분리불안장애 환자를 치료할 때 제일 가장 먼저 취하는 선택지이다. 상담(Counseling)은 약물치료를 가장 잘 대처할 수 있는 치료법이다.
두 가지 치료법 중 첫 번째는 심리교육적 개입(psychoeducational intervention)이 있다. 이는 다른 치료법과 병행하기도 한다. 이는 환자 개인과 가족을 모두 교육하여, 부모 상담과 아이를 도울 방법을 교사에게 알려주는 것뿐 아니라 가족들이 장애에 대해 이해하도록 하기 위한 것이다.
두번째는 심리치료적 개입(psychotherapeutic intervention)으로 심리교육적 개입이 효과가 없을 때 사용한다. 이는 보다 구조를 잘 갖추고 있으며, 행동치료(cognitive therapy), 인지행동치료(cognitive behavioral therapy, CBT), 유관성 행동치료(혹은 연관사건 조절, contingency management), 정신역동 심리치료(psychodynamic psychotherapy), 가족치료(family therapy)가 있다.

#### 노출치료와 행동치료
행동치료는 비약물치료 유형으로 노출치료(Exposure therapy) 기법을 주로 사용한다. 기법에는 체계적 둔감화(systematic desensitization), 정서적 심상법(emotive imagery), 참여모델(participant modelling), 유관성 행동치료가 있다. 행동치료는 환자를 조심스럽게 조금씩 노출시켜 장기간 환자의 불안을 서서히 줄여주는 것이며 행동에 초점을 맞춘다. 노출기반치료(혹은 노출치료, Exposure based therapy 혹은 Exposure therapy)는 학습이론(exposure therapy)에서 유래한 습관화(habituation)의 원칙에서 이뤄진다. 불안을 느끼게 하는 상황, 사람, 사물 등을 피한다고 해서 불안이 사라지지는 않으며 단지 불편한 감정을 차단하는 것에 불과하다는 것이 노출치료의 핵심 사상이다. 공포 상황에 관련된 부정적인 감정들을 줄이기 위해선 그 감정들을 직접 대면하고 다뤄야 한다는 것이다. 치료를 행하기 위해, 치료사는 아이와 함께 앉아서 불안을 느끼게 하는 강렬한 상황들에 대하여 분명하게 인지한다. 각각의 상황이 다뤄지면, 아이는 강렬함(intensity)이라는 다음 단계로 간다. 발달과정 상에서 일반적으로 보이는 방식으로 아이는 부모와 떨어지는 것을 다루게 되는데, 이 과정에서 아이와 양육자는 최소한의 스트레스만 받게 된다. 이 과정이 끝날 때까지 강렬함 패턴은 계속된다. 논쟁은 있으나 노출치료는 분리불안장애에 가장 효과적인 치료법으로 인정받고 있으며 리스크도 가장 적다는 것이 일반적인 견해이다.

#### 유관성 행동치료
유관성 행동치료는 분리불안장애를 가지고 있는 저학년 아동들에게 효과가 있다고 밝혀졌다. 유관성 행동치료는 부모의 개입(involvement)을 요구하는 언어적 강화(verbal reinforcement) 혹은 감지할 수 있는 강화(tangible reinforcement)로 구성된 보상체계(reward system)를 중심으로 다룬다. 유관성 행동치료는 부모와 아이 사이에서 치료 관련 기록이 작성된다. 이는 아이가 달성하려는 목표와 목표가 달성되면 부모가 해줄 보상에 대하여서 서로 동의하고 글로 작성된다. 치료를 받는 아이가 더 이상 치료를 받지 않아도 되는 상태를 보이거나 치료 목적을 달성하면, 아이에게 칭찬이나 보상이 주어진다. 치료를 통해, 이전에는 공포와 불안으로 가득했던 경험들이 이제는 새롭게 긍정적인 경험으로 쉽게 접할 수 있게 되는 것이다. 분리불안장애 증상을 보이는 미취학 아동은 자신의 감정을 표현할 의사소통 능력이나 분리불안장애를 스스로 다룰 자기조정 능력이 없기에, 어린 아이일수록 부모의 개입이 그만큼 중요해진다.

#### 인지행동치료
인지행동치료(CBT)는 분리불안장애 불안을 초래하는 상황에 노출시키거나 불안 사고(anxious thoughts)를 감소시키는 메타인지(metacognition)를 활성화하는 연습을 통하여 아동이 불안감을 줄이고자 하는 것이다. 인지행동치료는 교육(education), 적용(application), 재발방지(relapse prevention)의 세 단계로 구성된다. 교육단계에서, 환자는 신체적 정신적으로 각각 미치는 불안의 영향에 대하여 배우게 된다. 이들의 반응을 이해하고 인식할 수 있게 됨으로써, 치료는 환자가 장애를 관리하고 반응을 전적으로 줄일 수 있게 한다. 필립 켄달(Philip C. Kendall) 등은 인지행동치료를 받는 아동에게 가르쳐야 할 네 가지를 다음과 같이 꼽았다.

1. 불안감과 불안 행동(anxious biehaviors)을 인지하기

2. 불안 행동을 촉발하는 상황에 대해 논의하기

3. 상황에 대한 적절한 반응을 다루는 대처계획(coping plan)을 세우기

4. 대처계획의 효과를 평가하기

적용 단계에서 환자는 상황 노출이 유익할 수 있도록 알고 있는 것을 가지고 실제 상황에 적용해 본다. 이 단계에서 가장 중요한 것은 궁극적으로 과정 전체에서 환자가 스스로를 관리해야 한다는 점이다.
재발방지단계에서 환자는 과정을 지속하는데 있어 핵심은 상황 노출과 적용 작업을 계속해서 해야 한다는 사실을 고지받는다.
한 연구는 사회공포증(social phobia)이나 범불안장애(generalized anxiety)뿐 아니라 분리불안장애를 갖고 있는 아이의 사고 방식이나 내용에 대해 조사하였다. 연구 결과로 제시된 것은, 사회공포증이나 범불안장애는 물론 분리불안장애 아동들에게 있어 인지치료는 불안을 일으키는 위협스러운 상황에서도 아이는 자신의 행동에 대하여 부정적으로 인식한다는 사실을 확인하고, 자존감을 높여줄 생각과 주어진 상황을 적절히 대처하는 능력을 수정할 수 있도록 하는 것이 목표로 되어야 한다는 것이다.
인지절차(Cognitive procedures)는 분리불안장애를 가지고 있는 고학년 아동들에게 효과가 있다고 알려진 치료이다. 치료의 배경에는 아이의 기능부전적(dysfunctional) 사고, 태도, 신념이 불안을 일으키고 불안 행동을 유발하는 요인이라는 이론이 존재한다. 인지절차치료를 받는 아동은 자신의 불안 사고나 불안 행동의 원인이 되는 '증거'가 있는지 자문해 볼 것을 배운다. 아이들은 사고 대처(coping thoughts) 법을 배워, 상황이 실제로 갖는 위험을 실시간으로 체크해 보는 식으로 불안을 유발하는 상황에서 왜곡된 사고들을 대처해보고, 상황을 용기 있게 대처하도록 스스로 칭찬한다. 이러한 왜곡된 사고의 예로는 양극화된 사고(polarized thinking), 과잉일반화(overgeneralization), 부정적인 부분에만 집중하는 필터링(filtering), 속단(jumping to conclusions), 파국화(catastrophizing), 감정적 추리(emotional reasoning), 낙인찍기(혹은 레이블링, labeling), 당위("shoulds"), 자기와 타인에 대한 책임 묻기(placing blame on self and others) 등이 있다. 치료사들은 부모에게 개입하여 유관성 행동치료와 같은 행동전술을 가르치기도 한다.

### 약물치료
약물 사용은 다른 치료들이 실패한 극단적 사례에서 적용된다. 그러나 여러 결과들이 도출되면서 분리불안장애 환자에게 약물치료가 효과가 있는지에 대해서 증명하기는 어려웠다. 모든 연구와 실험에서 분리불안장애에 효과적인 약물은 밝혀지지 않았다. 미국식품의약국(FDA)에서 성인에게 처방한 약물치료가 종종 사용되는데, 분리불안장애 아동과 청소년에게 긍정적인 결과를 보여주는 경우도 있다.
이미프라민(imipramine)이나 클로미프라민(clomipramine) 같은 삼환계 항우울제(tricyclic antidepressants, TCAs) 사용이 효과가 있는지에 대해서도 의견이 엇갈리는 결과가 나왔다. 한 연구에서는 분리불안장애의 기본적 진단(underlying diagnosis)을 받은 학교공포증(school phobia)을 가진 아이에게 이미프라민이 효과가 있다는 결과가 나왔다. 그러나 다른 연구에서는 이미프라민과 클로미프라민은 진약(眞藥)과 위약(僞藥, placebo)으로 치료받은 아동에게 있어 모두 같은 효과가 있었음을 보여줬다. 성인과 아동 모두에게 가장 효과가 있을 것으로 기대되는 약물로는 선택적세로토닌재흡수억제제(selective serotonin reuptake inhibitors, SSRI)이다. 몇몇 연구에서는 플루복사민(fluvoxamine) 복용 환자들이 위약 복용 환자보다 상당히 호전되었으며, 단기간 혹은 장기간 플루복사민 복용 환자의 불안 증상이 저하되었다는 것으로 밝혀졌다.

## 같이 보기
- 가족치료
- 공의존
- 공황장애
- 노출치료
- 밀착
- 범불안장애
- 불안장애
- 사회공포증
- 삼환계 항우울제
- 선택적세로토닌재흡수억제제
- 의존성 성격장애
- 이미프라민
- 인지행동치료
- 체계적 둔감화
- 클로미프라민
- 특정공포증
- 편도체
- 플루복사민